# Smokkelroute
De Smokkelroute is een toeristische autoroute in Vlaanderen en Zeeuws-Vlaanderen. De 87 kilometer lange route was tot 2013 bewegwijzerd met zeshoekige blauwwitte borden. De route doet onder andere Aardenburg, Maldegem, Sint-Laureins, Damme aan. In 2013 werden de borden weggehaald.